# Betygsjakten
Betygsjakten (engelska: The Paper Chase) är en amerikansk dramaserie som producerades av 20th Century Fox Television. Den första säsongen sändes av CBS mellan 1978 och 1979. Showtime tog sedan upp serien och sände ytterligare tre säsonger mellan 1983 och 1986.
Serien är baserad på John Jay Osborn Jr.:s roman The Paper Chase och hade svensk premiär på SVT i januari 1980.

## Handling
Juriststudenten James T. Hart studerar vid ett icke namngivet universitet på den amerikanska östkusten under den stränge men också inspirerande professor Kingsfield.

## Rollista i urval
- James Stephens – James T. Hart
- John Houseman – professor Charles W. Kingsfield Jr.
- Tom Fitzsimmons - Franklin Ford III
- Michael Tucci - Gerald Golden
- Robert Ginty - Thomas Craig Anderson
- James Keane -  Willis Thomas Bell
- Penny Johnson Jerald - Vivian Conway
- Peter Nelson - Tom Ford
- Lainie Kazan - Rose Samuels
- Jane Kaczmarek - Connie Lehman